# Andreas Decker
Andreas Decker   (Zwickau, 19 d'agost de 1952) és un remer alemany, ja retirat, que va competir sota bandera de la República Democràtica Alemanya durant la dècada de 1970.
El 1976 va prendre part en els Jocs Olímpics d'Estiu de Mont-real, on guanyà la medalla d'or en la prova del quatre sense timoner del programa de rem. Formà equip amb Siegfried Brietzke, Stefan Semmler i Wolfgang Mager. Quatre anys més tard, als Jocs de Moscou, revalidà la medalla d'or en la mateixa prova. En aquesta ocasió formà equip amb Jurgen Thiele, Brietzke i Semmler.
En el seu palmarès també destaquen cinc medalles al Campionat del Món de rem, quatre d'or i una de plata, sempre en el quatre sense timoner, entre les edicions de 1974 i 1979. Al Campionat d'Europa de rem de 1973 guanyà la medalla d'or en la prova del vuit amb timoner. Guanyà set campionats de l'Alemanya de l'Est, en diferent categories, entre el 1972 i el 1979.
Posteriorment fou director d'escola i entre el 1990 i el 1998 president de la Federació d'Esports de Saxònia.